# Aclis stilifer
Aclis stilifer är en snäckart som beskrevs av Dall 1927. Aclis stilifer ingår i släktet Aclis och familjen Aclididae. Inga underarter finns listade i Catalogue of Life.